# Bas-Bajbakovo
Bas-Bajbakovo (orosz betűkkel: Баш-Байбако́во, baskír nyelven: Баш-Байбаҡ) falu Oroszországban, Baskíriában, a Miskinói járásban.

## Népesség
- 2002-ben 49 lakosa volt, melynek 59%-a tatár, 33%-a baskír.
- 2010-ben 58 lakosa volt.